# Сумісність ліцензій
Сумісність ліцензій (англ. License compatibility) — проблема сумісності ліцензій на програмне забезпечення, текст яких може містити суперечливі вимоги, що робить неможливим об'єднати початковий код з таких пакунків для створення нових пакунків програмного забезпечення.
Наприклад, одна ліцензія може вимагати згадувати розробників початкового коду в усіх рекламних матеріалах похідних робіт (modified versions must mention the developers in any advertising materials), а ліцензія іншого коду — забороняти додаткові вимоги до похідних робіт (modified versions cannot contain additional attribution requirements). Якщо хтось поєднає програмне забезпечення під цими ліцензіями, то не зможе легально поширювати його, оскільки ці умови не можуть бути виконані одночасно. Таким чином, описані в прикладі програми ліцензійно несумісні.
Не всі ліцензії, схвалювані OSI і Free Software Foundation, сумісні; наприклад, через умови ліцензій неможливо поєднати програмне забезпечення під Mozilla Public License і під GNU General Public License.